# Club de los Jangaderos
El Club de los Jangaderos (Clube dos Jangadeiros en idioma portugués y oficialmente) es un club náutico ubicado en Porto Alegre, Río Grande del Sur (Brasil). Su nombre hace referencia a los tripulantes de las jangadas, embarcaciones tradicionales brasileñas.

## Historia
Fue fundado el 7 de diciembre de 1941 y pronto destacaron sus flotas de las clases Snipe y Sharpie. Organizó el campeonato del mundo de la clase Snipe en 1951, que se celebró entonces por primera vez en el hemisferio sur, y que ganaron los daneses Paul Elvstrøm y Erik Johansen. Ese acontecimiento, para el que se construyeron 20 Snipes nuevos que se cedieron a los participantes, abrió las puertas a la organización posterior de numerosas regatas nacionales e internacionales y fue el comienzo del auge de la vela ligera en el club.

## Deportistas
El regatista Alexandre Dias Paradeda ha sido campeón de Brasil de la clase Optimist y campeón de Brasil (11 veces), de Suramérica, y del mundo de la clase Snipe (2001), además de medalla de oro en los Juegos Panamericanos y en los Juegos Suramericanos. En esta clase, Nelson Piccolo también fue campeón del mundo (1967), y campeón brasileño en 7 ocasiones. Otros campeones brasileños han sido Gabriel Gonzales (5 títulos), Flávio Fernandes (4 títulos), y Marco Aurélio Paradeda (3 títulos).